# Мовілень (Хелештень, Ясси)
Мовілень, Мовілені (рум. Movileni) — село у повіті Ясси в Румунії. Входить до складу комуни Хелештень.
Село розташоване на відстані 313 км на північ від Бухареста, 52 км на захід від Ясс.

## Населення
За даними перепису населення 2002 року у селі проживали 246 осіб, усі — румуни. Усі жителі села рідною мовою назвали румунську.